# Reformátusok Lapja
A Magyarországi Református Egyház hetilapja, megjelenik minden vasárnap 32 oldalon.

## Története
Reformátusok Lapját az 1956-os forradalom leverése után, 1957. március 31-én indították útjára Az Út című hetilap jogutódjaként. Első felelős szerkesztője Szamosközi István, kiadója a kezdetektől egészen 1990-ig a Református Zsinati Iroda Sajtóosztálya volt. Kiadója 1990-től a Reformátusok Lapja Kiadóhivatala.
Szerkesztői Fekete Sándor, Szamosközi István, Dr. Finta István, Komlós Attila, id. Hegyi-Füstös István, Nagy Lenke, Tóth Lajos, T. Németh László voltak. 2022-től Weberné Zsikai Mária látja el a szerkesztői feladatokat. Jeles publicistái voltak, köztük Szombati-Szabó István költő, Szőts Dániel erdélyi orvos.
Tartalmi és tipográfiai megújulás után 2018-tól hetente 32 színes oldalon számol be a hazai és a kárpát-medencei magyar reformátusság életéről.

## Díjak, elismerések
2011-ben a lap két fiatal újságírója, Bagdán Zsuzsanna és Kiss Sándor megosztva kapták a Protestáns Újságírók Szövetségének (PRÚSZ) Rát Mátyás-díját.